# Anton Maria Schwartz
Anton Maria Schwartz, COp, rodným jménem Anton Schwartz (28. února 1852, Baden – 15. září 1929, Vídeň) byl rakouský římskokatolický kněz, zakladatel a člen kongregace Zbožných dělníků svatého Josefa Kalasanského. Katolická církev jej uctívá jako blahoslaveného.

## Život
Narodil se dne 28. února 1852 v Badenu jako čtvrté ze čtrnácti dětí. Jako dítě sloužil v pěveckém sboru. Jeho otec zemřel, když mu bylo patnáct, což pro něj znamenalo značné těžkosti.
Svá studia zahájil v Badenu v roce 1858 a později na hudební škole v Heiligenkreuzu. V roce 1865 se přestěhoval se svou tetou do Vídně, kde navštěvoval střední školu, ačkoli se rozhodl, že jeho skutečná životní cesta je ke kněžství. V sedmnácti letech zahájil v Kremži svůj noviciát u piaristů. Měl velkou oddanost k jejich zakladateli sv. Josefu Kalasanském. Po krátké době však řád opustil, aniž by složil řeholní sliby a v roce 1871 vstoupil do formace na Vídeňském semináři. Během studií zde utrpěl vážnou plicní infekci, ale navzdory všem předpokladům se uzdravil. Dne 25. července 1875  jej kardinál Joseph Othmar von Rauscher vysvětil na kněze pro vídeňskou arcidiecézi. Dne 8. prosince 1873 přijal druhé jméno Maria. Kvůli své chudobě byl nucen použít při své primiční mši svaté zapůjčená mešní roucha.
Po vysvěcení působil jako vikář v Marcheggu a v roce 1879 se stal duchovním vůdcem ve vídeňské nemocnici. Roku 1888 založil časopis pro řemeslníky a dělníky. Dne 24. listopadu 1889 založil mužskou řeholní kongregaci Zbožných dělníků svatého Josefa Kalasanského. Jím založená kongregace má za cíl výuku sociální nauky ve školách, jakož i na zakládání obchodních škol a budování domovů pro dělníky i učně.
Zemřel dne 15. září 1929 ve Vídni. Jeho pohřbu se zúčastnily tisíce lidí navzdory prudkému dešti. Nejprve byl pohřben na Hietzinském hřbitově, než byly jeho ostatky roku 1929 uloženy do kostela Panny Marie Pomocnice křesťanů ve vídeňském obvodu Rudolfsheim-Fünfhaus.

## Úcta
Jeho beatifikační proces započal dne 13. dubna 1978, čímž obdržel titul služebník Boží. Dne 6. dubna 1995 jej papež sv. Jan Pavel II. podepsáním dekretu o jeho hrdinských ctnostech prohlásil za ctihodného. Dne 12. května 1998 byl uznán zázrak na jeho přímluvu, potřebný pro jeho blahořečení.
Blahořečen pak byl dne 21. června 1998 na Heldenplatz ve Vídni papežem sv. Janem Pavlem II. během jeho apoštolské návštěvy Rakouska.
Jeho památka je připomínána 15. září. Bývá zobrazován v kněžském oděvu. Je patronem jím založené kongregace.